# Citrus voangiala
Citrus voangiala
Espèce
Classification phylogénétique
Citrus voangiala est un agrume acide malgache proche du Rangpur et du citron Volkamer. 

## Dénomination
En 2016, Franck Curk et al. créent deux nouvelles espèces dans le pool génétique des mandarines sauvages qui sont des agrumes acido-amers (CT4 Cytoplasme Acid Mandarin like) hybrides qu'ils sous-divisent en 
- groupe F (tous les C. limonia, citron vert Arabie saoudite, citron Volkamer, citron vert doux Iranien et citron vert doux Indien, C. jambhiri var. So-Jjalhia et var. Rough) et
- groupe G (citrons verts Rangpur et Yellow Rangpur, C. karna var. Indian Khatta et var. Khata Karna, C. meyeri, C. aurantifolia citron Galet et citrons verts Voangiala, Kaghi et SP India).

Ils travaillent sur les accessions INRA-CIRAD, Citrus voangiala qui est nommé aussi C. × limonia var. nov. 2 est la référence SRA 947 et  C. × limonia var. nov. 1 ou India sweet lime, Indian lemon le SRA 1058. Ces deux espèces nouvelles sont deux événements de spéciation indépendants de C. reticulata × C. medica.  Patrick Ollitrault et al. (2020) donnent les correspondances avec les taxonomies usuelles pour l'ensemble de ces espèces Citrus vangasay Bojer, 1837 n'est pas évoqué. 

### Présence à Madagascar
Voangy ala,  Voatolongo ou voangiala est un nom malgache, la plante est signalée plante alimentaire dans la forêt d'Ambodihelaka, elle est appelée aussi Citron sauvage de Madagascar, le fruit est mangé avec du sel et du piment (voir les pickles indiens). Henri Chapot donne le nom  Voangibe. 

### Vangasay, Voangy
Voangiala a probablement un rapport avec Vangasay Rough lemon (Citrus voangasay Boj. =? Citrus jambhiri Lush), agrume acide du sous continent indien, say signifie petite orange en malgache (il est de couleur orange). Citrus vangasay Bojer, 1837 est décrit par W. Bojer dans les orangers: 

« Vancasav. Boj. : Pat. Ile de Madagascar. Cult. dans les campagnes et à la Rivière Noire. (Nom vulg. Vangassaille.) Arbrisseau. Fl. Novembre, Décembre. :
a. VANGASAY. Fruits plus gros que dans l'espèce précédente. - Pat. Cap de Bonne-Espérance. Cult à la Rivière Noire. {Nom vul. Vangassaille du Cap. ) Arbrisseau. Fl. Novembre , Décembre »

E. Heckel (1910) donne vangasay et voangasay synonymes. Perrier de la Bathie (1932) indique que Voangy signifie citron et nomme le combava voangybe (l'attribution erronée Bory au lieu de Boj. est de H. Humbert).  

« Citrus nobilis L., Var. Voangasay Bory. Assez commun dans le Savoka de la région du Sambirano. [ ].
Bory de Saint Vincent, dit de cette plante «On pourrait le séparer de l'oranger, particulièrement par la disposition des fruits bien plus petits des oranges..., écorce presque rouge... cassante, à peine odorante..., divisée en tranche plus distincte, etc.. Il est originaire de Madagascar, du moins Flacourt le mentionne-t-il comme un des fruits de cette île, où on l'appelle Voangesaye... On cultive depuis peu à Bourbon, une variété de Vancassayes qu'on dit être venue du Cap.». 
Voangasay, le vernaculaire malgache, vient de Voangy, qui s'applique plus spécialement au fruit du C. hystrix, et de Say, qui n'est sans doute qu'une corruption du mot Chine. Le Voangasay, en tout cas, a certainement été introduit, mais il a dû l'être à une date ancienne, avant le XVIIe siècle, et des pays situés à l'orient de l'Ile. Le Citrus nobilis type introduit par le Cap en 1800, ainsi que le dit Bory, réintroduit depuis à plusieurs reprises, est seulement cultivé. Le Voangasay, dont le fruit ne dépasse guère la grosseur d'une noix, est de saveur très fine et parfaitement naturalisé. 
Citrus hystrix D. C. Surtout commun dans les Sawokade l'Est et du Sambirano [ ]. Malgré cela, nous ne croyons pas cette espèce indigène, mais très anciennement introduite. Vernaculaire : Voangybe de Voangy »

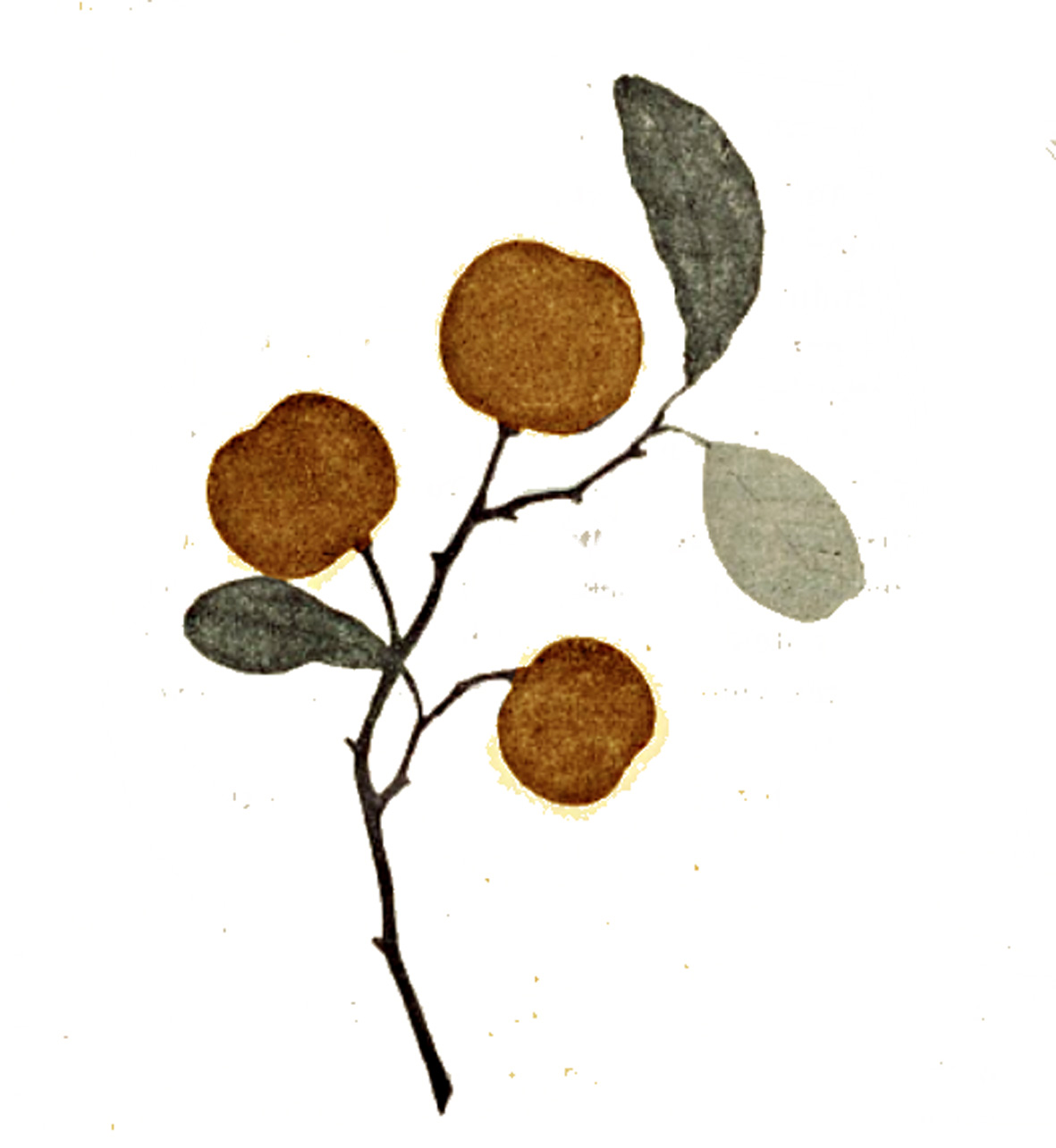
Orangette vangasay par Paul Hubert (1912)

Paul Hubert (1912) décrit une «orangette vangasay à la Réunion. A Madagascar, il y existe la même variété qu’en Indochine, où elle est connue sous le nom de kuit-tram et en décrit 2 variétés. Vangasay à téton (Peau fine, mais plus vésiculeuse que pour la mandarine; suc doux, moins aromatique que celui de la mandarine) et Vangasay sans téton (Fruit plus aplati que le précédent)».

## Ethnomédecine
La plante serait antispasmodique.

## Huile essentielle
Selon J. Nambena Voangy ala (citron du forêt) et le combava semblent recherchés par des acheteurs à cause de leur peau très aromatique.
Marie-Laure Lota et al. (2002) mettent en évidence un niveau élevé de limonène (81,3 %) de sabinène (6,3 %) - parfum rond et épicé - et de (E)-caryophyllène dans l'HE du zeste de Voangiala. 
Ils rassemblent un Cluster 1 (Poire du Commandeur (C. lumia), Rough Lemon (C. jambhiri), Meyer (C. meyeri) et Voangiala caractérisé par son haut niveau de limonène bien distinct du pole citron-Ichang (limonène/béta-pinène/γ-terpinène) et des pauvres en limonène: Barum (C. limon) et Citron de Bornéo (C. lumia) typé acétate de linalyle et linalol.
L'HE de feuille est proche du Citron jambhiri (limonène/sabinène/linalol).